# Žrnovnica (râu)
Žrnovnica este un râu din Croația care izvorăște de la poalele muntelui Mosor⁠(d), lângă satul Dvori, din comuna Split, și pe scurtul său curs trece prin așezările Žrnovnica și Podstrana, în zona mai largă a orașului Split, din cantonul Split-Dalmația. Lungimea totală a râului este de 4.800 de metri. Bazinul său este un bazin hidrografic direct al Mării Adriatice.

## Curs și caracteristici
Žrnovnica este un râu carstic, iar pe cursul său superior, este clasificat ca un râu de munte cu ape foarte limpezi și reci, cu o curgere mai rapidă cu repezișuri și cascade mici. Curge prin locul cu același nume, Žrnovnica, și se varsă în Marea Adriatică la doar câțiva kilometri de Split în direcția Omiš.
În cursul său superior, Žrnovnica trece printr-un defileu aproape inaccesibil, ceea ce o face cea mai bine conservată parte a râului. De-a lungul părții inferioare a malului a fost construită o promenadă, iar restul malului a fost acoperit cu sălcii și smochinii și de vegetație acvatică și riverană.
În cursul superior, râul este locuit de specii de salmonide endemice pe cale de dispariție, așa-numitul păstrăv cu gură moale, cunoscut și sub denumirea de păstrăv adriatic (Salmothymus obtusirostris salonitana), în timp ce cursul inferior are populații sănătoase de păstrăv curcubeu și anghilă, precum și câteva exemplare de păstrăv brun.
Păstrăvul cu gură moale este o caracteristică specială a râului Žrnovnica. A fost introdus din râul Jadro din apropiere și este unul dintre puținele râuri din bazinul hidrografic adriatic, împreună cu Jadro, care găzduiește această specie de salmonide endemice pe cale de dispariție, celelalte fiind râurile Vrljika, Neretva, Zeta și Morača.

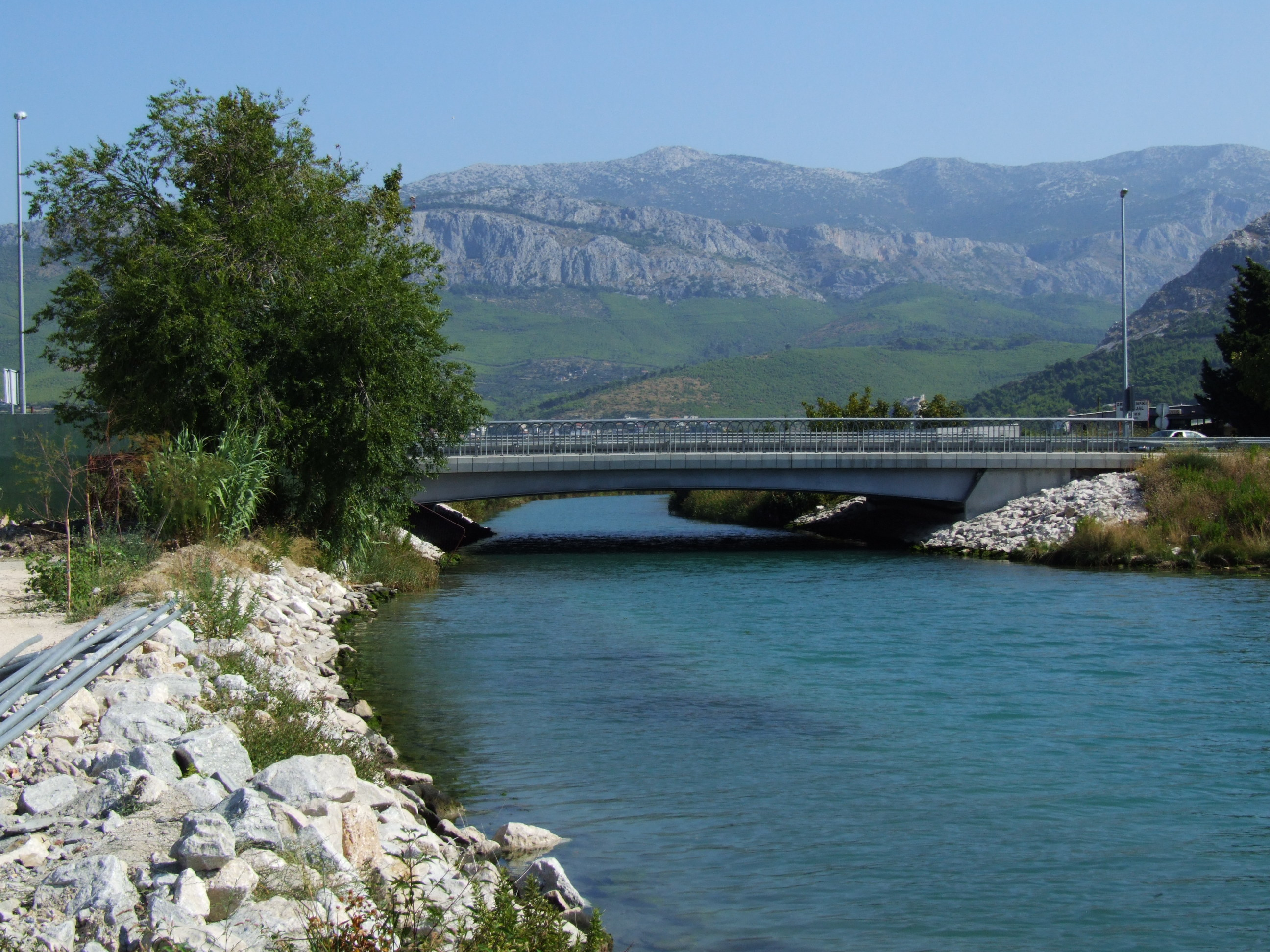
Gura râului Žrnovnica